# Nordische Meisterschaft im Handball 1996
Das Nordische Meisterschaft war ein internationales Frauen-Handballturnier, das 1996 in Nuuk, Grönland stattfand.

## Modus
Die drei Mannschaften spielten je zweimal gegeneinander. Weil die Isländerinnen erst am 4. Oktober 1996 eintrafen, spielten zunächst Grönland und Färöer zweimal gegeneinander.

## Tabelle
| Pl.     | Land     | Sp. | S | U | N | Tore    | Diff. | Punkte |
| ------- | -------- | --- | - | - | - | ------- | ----- | ------ |
| 1.      | Island   | 4   | 4 | 0 | 0 | 094:730 | +21   | 8      |
| 2.      | Färöer   | 4   | 2 | 0 | 2 | 086:790 | +7    | 4      |
| 3.      | Grönland | 4   | 0 | 0 | 4 | 071:990 | −28   | 0      |
| Quelle: |          |     |   |   |   |         |       |        |

## Spiele
| Mittwoch, 2. Oktober 1996 19:00 Uhr | Grönland | 20 : 27 | Färöer | Godthåbhallen, Nuuk |
| Mittwoch, 2. Oktober 1996 19:00 Uhr |          |         |        | Godthåbhallen, Nuuk |
| Mittwoch, 2. Oktober 1996 19:00 Uhr |          |         |        | Godthåbhallen, Nuuk |

| Donnerstag, 3. Oktober 1996 19:00 Uhr | Grönland | 15 : 22 | Färöer | Godthåbhallen, Nuuk |
| Donnerstag, 3. Oktober 1996 19:00 Uhr |          |         |        | Godthåbhallen, Nuuk |
| Donnerstag, 3. Oktober 1996 19:00 Uhr |          |         |        | Godthåbhallen, Nuuk |

| Samstag, 5. Oktober 1996 10:00 Uhr | Island | 24 : 19 | Färöer | Godthåbhallen, Nuuk |
| Samstag, 5. Oktober 1996 10:00 Uhr |        |         |        | Godthåbhallen, Nuuk |
| Samstag, 5. Oktober 1996 10:00 Uhr |        |         |        | Godthåbhallen, Nuuk |

| Samstag, 5. Oktober 1996 19:00 Uhr | Grönland | 22 : 26 | Island | Godthåbhallen, Nuuk |
| Samstag, 5. Oktober 1996 19:00 Uhr |          |         |        | Godthåbhallen, Nuuk |
| Samstag, 5. Oktober 1996 19:00 Uhr |          |         |        | Godthåbhallen, Nuuk |

| Sonntag, 6. Oktober 1996 10:00 Uhr | Island | 20 : 18 | Färöer | Godthåbhallen, Nuuk |
| Sonntag, 6. Oktober 1996 10:00 Uhr |        |         |        | Godthåbhallen, Nuuk |
| Sonntag, 6. Oktober 1996 10:00 Uhr |        |         |        | Godthåbhallen, Nuuk |

| Sonntag, 6. Oktober 1996 13:30 Uhr | Grönland | 14 : 24 | Island | Godthåbhallen, Nuuk |
| Sonntag, 6. Oktober 1996 13:30 Uhr |          |         |        | Godthåbhallen, Nuuk |
| Sonntag, 6. Oktober 1996 13:30 Uhr |          |         |        | Godthåbhallen, Nuuk |

## Torschützenliste
| Pl.     | Spieler                  | Team     | Tore |
| ------- | ------------------------ | -------- | ---- |
| 01.     | Sóley Mikkelsen          | Färöer   | 23   |
| 02.     | Helga Ormsdóttir         | Island   | 20   |
| 03.     | Rita Egede               | Grönland | 17   |
| 04.     | Kamilla Jensen           | Grönland | 15   |
| 05.     | Brunja Steinsen          | Island   | 12   |
| 06.     | Guðmunda Kristjánsdóttir | Island   | 11   |
| 07.     | Karen Marie Kyed         | Grönland | 11   |
| 08.     | Hrafnhildur Skúladóttir  | Island   | 09   |
| 09.     | Nína Björnsdóttir        | Island   | 09   |
| 10.     | Ane Marie Pjettursson    | Grönland | 07   |
| Quelle: |                          |          |      |